# Paleofrana
Una paleofrana è una massa composta di materiale incoerente deposto da una frana su un pendio, il cui trasporto, generalmente per gravità, avvenne in tempi antichi.

## Caratteristiche
La definizione di paleofrana fornita dagli esperti non è univoca. Alcuni studiosi la definiscono come una frana i cui componenti hanno da molto tempo trovato un equilibrio interno, mentre secondo altri si tratta più semplicemente di frane delle quali si sia persa la memoria storica. Le paleofrane possono essere riconosciute analizzando la morfologia del terreno e ricercando, nella zona a monte dell'accumulo, potenziali nicchie di distacco.

## Rischio idrogeologico
Le paleofrane possono muoversi improvvisamente. Fattori scatenanti del movimento possono essere terremoti o infiltrazioni di acqua che riducono gli attriti sul piano di appoggio dell'intero corpo ed interno del materiale di cui la paleofrana è composta.
La pericolosità di una paleofrana è dovuta principalmente alla possibile errata percezione di trovarsi su terreni stabili perché fermi da tempo immemorabile. In tal caso gli abitanti sono sottoposti ad un rischio che è poco percepito e che è aggravato dalla costruzione di abitazioni e altri manufatti sul corpo franoso.
Uno dei più tragici eventi italiani dovuto ad una paleofrana fu il disastro del Vajont del 9 ottobre 1963, con quasi duemila vittime. La pericolosità della frana venne percepita sin dai primi studi, prima condotti da Leopold Müller e poi da Edoardo Semenza, ma per non compromettere le attività della diga nella quale la Società Adriatica di Elettricità aveva già molto investito, si preferì nascondere il pericolo alle istituzioni.